# Poręby (Rytwiany)
Poręby – część wsi Rytwiany w Polsce, położona w województwie świętokrzyskim, w powiecie staszowskim, w gminie Rytwiany.
W latach 1975–1998 Poręby należały do województwa tarnobrzeskiego.